# 나이트로톨루엔
나이트로톨루엔(영어: nitrotoluene, NT) 또는 모노나이트로톨루엔(영어: mononitrotoluene, MNT)은 화학식이 C6H4(CH3)(NO2)인 세 가지 이성질체 유기 화합물들 중 하나를 지칭한다. 나이트로톨루엔은 톨루엔의 나이트로 유도체 또는 나이트로벤젠의 메틸화된 유도체로 볼 수 있다.
나이트로톨루엔은 메틸기 및 나이트로기의 상대적인 위치에 따라 세 가지 이성질체로 구분된다. 이들은 모두 희미한 향이 나는 연한 노란색 물질이다.
- 2-나이트로톨루엔 (o-나이트로톨루엔, 오르토-나이트로톨루엔)
- 3-나이트로톨루엔 (m-나이트로톨루엔, 메타-나이트로톨루엔)
- 4-나이트로톨루엔 (p-나이트로톨루엔, 파라-나이트로톨루엔)

| 계통명       | 1-메틸-2-나이트로벤젠 | 1-메틸-3-나이트로벤젠 | 1-메틸-4-나이트로벤젠 |
| ------------ | --------------------- | --------------------- | --------------------- |
| 관용명       | 2-나이트로톨루엔      | 3-나이트로톨루엔      | 4-나이트로톨루엔      |
| 구조식       |                       |                       |                       |
| CAS 등록번호 | 88-72-2               | 99-08-1               | 99-99-0               |
모든 이성질체는 분자량이 137.14 g/mol이며, 화학식이 C7H7NO2이다.
나이트로톨루엔의 일반적인 용도는 안료, 항산화물질, 농약 및 사진과 관련된 화학물질을 생산하는 것이다.
또한 2-나이트로톨루엔 및 4-나이트로톨루엔은 폭발물 탐지를 위한 폭발물 마커로 사용할 수 있다.

## 이성질체
알파-나이트로톨루엔(d:Q82002690, C6H5CH2NO2)은 화학적 성질이 다르므로 구분된다.
3개의 아미노벤조산(en:Aminobenzoic acid)도 이성질체이다.

## 같이 보기
- 톨루엔
- 다이나이트로톨루엔
- 트라이나이트로톨루엔
- 나이트로벤젠
- 나이트로벤조산